# Referendos en España
Desde 1936 se han celebrado en España seis referendos nacionales, y otros diez parciales. De entre los nacionales, dos de ellos se celebraron durante el franquismo y en la actualidad se cuestiona su validez: en 1947, para aprobar la Ley de Sucesión en la Jefatura del Estado; y, en 1966, para hacerlo con la Ley Orgánica del Estado. El referéndum sobre la Ley de Reforma Política, en diciembre de 1976, abrió el camino hacia el sistema parlamentario actual; aunque la única campaña que hubo en los medios fue la institucional debido a que la mayoría de partidos de la oposición de izquierdas, que oficialmente pidieron la abstención, todavía eran ilegales, su resultado fue aceptado como válido por gran parte de la sociedad. Tras la reinstauración de la democracia en España en 1977 se han llevado a cabo tres referendos en todo el país, sirviendo el primero de ellos para aceptar el texto constitucional.

## Normativa
La regulación de los referendos requerida desde 1978 por la constitución se efectúa mediante la Ley Orgánica 2/1980, de 18 de enero, sobre Regulación de las Distintas Modalidades de Referéndum.
A nivel nacional, el artículo 92 recoge el referéndum consultivo (es decir, no es un referéndum vinculante) que puede plantearse sobre las decisiones políticas de especial trascendencia.

1. Las decisiones políticas de especial trascendencia podrán ser sometidas a referéndum consultivo de todos los ciudadanos.

2. El referéndum será convocado por el Rey, mediante propuesta del Presidente del Gobierno, previamente autorizada por el Congreso de los Diputados.

3. Una ley orgánica regulará las condiciones y el procedimiento de las distintas modalidades de referéndum previstas en esta Constitución.
Artículo 92 de la Constitución Española de 1978

Por otro lado, la Constitución Española prevé distintos tipos de referéndum en los casos indicados:
- Reforma de la Constitución mediante los artículos 167.3 (referéndum facultativo constituyente) y 168.3 (referéndum obligatorio constituyente)

1. Los proyectos de reforma constitucional deberán ser aprobados por una mayoría de tres quintos de cada una de las Cámaras. Si no hubiera acuerdo entre ambas, se intentará obtenerlo mediante la creación de una Comisión de composición paritaria de Diputados y Senadores, que presentará un texto que será votado por el Congreso y el Senado.

2. De no lograrse la aprobación mediante el procedimiento del apartado anterior, y siempre que el texto hubiere obtenido el voto favorable de la mayoría absoluta del Senado, el Congreso por mayoría de dos tercios podrá aprobar la reforma.

3. Aprobada la reforma por las Cortes Generales, será sometida a referéndum para su ratificación cuando así lo soliciten, dentro de los quince días siguientes a su aprobación, una décima parte de los miembros de cualquiera de las Cámaras.
Artículo 167. Constitución Española

1. Cuando se propusiere la revisión total de la Constitución o una parcial que afecte al Título Preliminar, al Capítulo II, Sección I del Título I, o al Título II, se procederá a la aprobación del principio por mayoría de dos tercios de cada Cámara, y a la disolución inmediata de las Cortes.

2. Las Cámaras elegidas deberán ratificar la decisión y proceder al estudio del nuevo texto constitucional, que deberá ser aprobado por mayoría de dos tercios de ambas Cámaras.

3. Aprobada la reforma por las Cortes Generales, será sometida a referéndum para su ratificación.
Artículo 168. Constitución Española

- Aprobación de los Estatutos de autonomía elaborados según el artículo 151.2 (País Vasco, Cataluña, Galicia y Andalucía)
- Reforma de los Estatutos de Autonomía de las nacionalidades antedichas, de acuerdo con el artículo 152.2
- Eventual incorporación de Navarra al País Vasco (Disposición Transitoria 4.ª).

Además de en todos estos casos, las comunidades autónomas y los municipios tienen potestad para poder convocar referendos en sus respectivos territorios, siempre que no contradigan la legislación nacional y, en todo caso, con la autorización del Gobierno central.

## Desarrollo legislativo
El desarrollo legislativo del precepto se encuentra, básicamente, en la Ley Orgánica 2/1980, de 18 de enero, que regulada las distintas modalidades de referéndum, y cuya elaboración fue muy polémica dado que estaba destinada a regular la convocatoria de referéndum en los distintos procedimientos de aprobación de los Estatutos de Autonomía. Fue aplicada para aprobar la convocatoria en las consultas de ámbito autonómico del País Vasco, Cataluña, Galicia y Andalucía y su artículo 8 fue modificado por la Ley Orgánica 12/1980, de 16 de diciembre, debido al delicado trasfondo político.
Aunque no se trate, propiamente, del referéndum consultivo del artículo 92, puede hacerse mención de dos supuestos más de referéndum que han sido desarrollados por normas extraconstitucionales:
- El primero de ellos es el referido a las reformas de los Estatutos de Autonomía aprobados por la vía del artículo 151 de la Constitución. Según el artículo 152.2 de la misma: «Una vez sancionados y promulgados los respectivos Estatutos, solamente podrán ser modificados mediante los procedimientos en ellos establecidos y con referéndum entre los electores inscritos en los censos correspondientes». La previsión de un referéndum se encuentra recogida en los artículos 46 y 47 del Estatuto de Autonomía del País Vasco, los artículos 222 y 223 del de Cataluña, los artículos 56 y 57 del Estatuto de Galicia y los artículos 248 y 249 del Estatuto de Autonomía de Andalucía. En el marco del proceso abierto desde 2006 de reforma de diversos Estatutos de Autonomía, este tipo de referéndum ha sido convocado en relación con las reformas estatutarias de las comunidades autónomas de Cataluña y Andalucía, cuyos estatutos fueron modificas por las Leyes Orgánicas 6/2006 y 2/2007, respectivamente.[3]

- El segundo es el de las consultas populares municipales, contempladas, pero sin regular, en la disposición adicional única de la Ley Orgánica 2/1980. El artículo 18 f) de la Ley 7/1985, de 2 de abril, reguladora de las bases de Régimen Local recoge, entre los derechos de los vecinos el de pedir la consulta popular en los términos previstos en la Ley. El artículo 71 de esta Ley dispone que: «De conformidad con la legislación del Estado y de la Comunidad Autónoma, cuando ésta tenga competencia estatutariamente atribuida para ello, los Alcaldes, previo acuerdo por mayoría absoluta del Pleno y autorización del Gobierno de la Nación, podrán someter a consulta popular aquellos asuntos de la competencia propia municipal y de carácter local que sean de especial relevancia para los intereses de los vecinos, con excepción de los relativos a la Hacienda Local».[3]

En esta materia deben tenerse en cuenta también las competencias atribuidas a determinadas comunidades autónomas en sus respectivos Estatutos: los artículos 29.6 y 122 (interpretado de acuerdo con el FJ 69 de la STC 31/2010) del Estatuto catalán; los artículos 30 c), 78 y 117 del andaluz; el artículo 11.11 del asturiano; el artículo 9.7 del de La Rioja; el artículo 11.8 del murciano; el artículo 32.5 del de Canarias; y el artículo 9.50 del extremeño.
El último desarrollo legislativo que se ha producido en relación con los referendos es el contenido en la Ley Orgánica 20/2003, de 23 de diciembre, de modificación de la Ley Orgánica del Poder Judicial y del Código Penal. Esta norma añadía un nuevo artículo 506 bis al Código Penal que castigaba con penas de prisión e inhabilitación absoluta a la autoridad o funcionario público que, careciendo manifiestamente de competencias o atribuciones para ello, convocase o autorizase la convocatoria de consultas populares por vía de referéndum, o facilitase o promoviera su celebración. Estos preceptos fueron derogados por la Ley Orgánica 2/2005, de 22 de junio.

## Resultados de los referendos nacionales
Los referendos de 1947 y 1966 tuvieron lugar durante la dictadura de Francisco Franco, en ausencia de libertad de prensa y expresión. Posteriormente serían utilizados por el régimen para legitimarse en el poder. El referéndum de 1976 fue convocado por el Gobierno de Adolfo Suárez, y en él el Gobierno realizó una intensa campaña a favor de su aprobación, impidiendo notablemente la publicidad contraria. Es por ello que no se considera democrático, aunque, tras su realización, la comunidad internacional le concedió validez.[cita requerida]
| Fecha                   | Referéndum                                                    | Pregunta | Part. (%) | Sí (%) ¹ | No (%) ¹ | Blanco (%) ¹ | Nulo (%) | Resultado  |
| ----------------------- | ------------------------------------------------------------- | --- | --------- | -------- | -------- | ------------ | -------- | ---------- |
| 6 de julio de 1947      | Referéndum sobre la Ley de Sucesión en la Jefatura del Estado | ¿Aprueba el Proyecto de Ley de Sucesión en la Jefatura del Estado?                                                            | 88,6      | 93       | 4,7      | 2,3          | 0        | Aprobación |
| 14 de diciembre de 1966 | Referéndum sobre la Ley Orgánica del Estado                   | ¿Aprueba el Proyecto de Ley Orgánica del Estado?                                                                              | 88,8      | 95,06    | 2,47     | 2,47         | 0        | Aprobación |
| 15 de diciembre de 1976 | Referéndum sobre el Proyecto de Ley para la Reforma Política  | ¿Aprueba el Proyecto de Ley para la Reforma Política?                                                                         | 77,8      | 94,45    | 2,57     | 2,98         | 0,3      | Aprobación |
| 6 de diciembre de 1978  | Referéndum para la ratificación de la Constitución española   | ¿Aprueba el Proyecto de Constitución?                                                                                         | 67,11     | 88,54    | 7,88     | 3,58         | 0,75     | Aprobación |
| 12 de marzo de 1986     | Referéndum sobre la permanencia de España en la OTAN          | ¿Considera conveniente para España permanecer en la Alianza Atlántica en los términos acordados por el Gobierno de la Nación? | 59,4      | 52,5     | 39,8     | 6,5          | 1,7      | Aprobación |
| 20 de febrero de 2005   | Referéndum sobre la Constitución Europea en España            | ¿Aprueba usted el Tratado por el que se establece una Constitución para Europa?                                               | 42,3      | 76,1     | 17,1     | 6,0          | 0,9      | Aprobación |

¹ Los síes, noes y blancos se calculan sobre el total de votos emitidos, no sobre el total de votos válidos.

## Resultados de los referendos autonómicos
| Fecha                   | Referéndum                                                         | Pregunta | Part. (%) | Sí (%) ¹ | No (%) ¹ | Blanco (%) ¹ | Nulo (%) | Resultado  |
| ----------------------- | ------------------------------------------------------------------ | --- | --------- | -------- | -------- | ------------ | -------- | ---------- |
| 15 de diciembre de 1963 | Referéndum de autonomía de Guinea Ecuatorial                       | ¿Aprueba el proyecto de Ley de Autonomía para Guinea Ecuatorial? | 100       | 62,52    | 37,48    | 0,00         | 0,00     | Aprobación |
| 11 de agosto de 1968    | Referéndum de independencia de Guinea Ecuatorial                   | ¿Aprueba el proyecto de Constitución para Guinea Ecuatorial? | 100       | 64,32    | 35,68    | 0,00         | 0,00     | Aprobación |
| 25 de octubre de 1979   | Referéndum sobre el Estatuto de Autonomía del País Vasco           | ¿Aprueba el proyecto de Estatuto de Autonomía para el País Vasco? | 59,77     | 90,29    | 4,71     | 3,41         | 1,16     | Aprobación |
| 25 de octubre de 1979   | Referéndum sobre el Estatuto de Autonomía de Cataluña              | ¿Aprueba el proyecto de Estatuto de Autonomía para Cataluña? | 59,70     | 88,15    | 7,76     | 3,55         | 0,48     | Aprobación |
| 28 de febrero de 1980   | Referéndum sobre la iniciativa del proceso autonómico de Andalucía | ¿Da usted su acuerdo a la ratificación de la iniciativa, prevista en el artículo 151 de la Constitución, a efectos de su tramitación por el procedimiento previsto en dicho artículo? | 64,19     | 86,94    | 5,36     | 7,04         | 0,44     | Aprobación |
| 21 de diciembre de 1980 | Referéndum sobre el Estatuto de Autonomía de Galicia               | ¿Aprueba el proyecto de Estatuto de Autonomía para Galicia? | 28,27     | 73,35    | 19,77    | 4,62         | 2,25     | Aprobación |
| 20 de octubre de 1981   | Referéndum sobre el Estatuto de Autonomía de Andalucía             | ¿Aprueba el proyecto de Estatuto de Autonomía para Andalucía? | 53,49     | 89,38    | 7,00     | 2,87         | 0,74     | Aprobación |
| 18 de junio de 2006     | Referéndum sobre la reforma del Estatuto de Autonomía de Cataluña  | ¿Aprueba el proyecto de Estatuto de Autonomía para Cataluña? | 48,85     | 73,24    | 20,57    | 5,29         | 0,90     | Aprobación |
| 18 de febrero de 2007   | Referéndum sobre la reforma del Estatuto de Autonomía de Andalucía | ¿Aprueba el proyecto de Estatuto de Autonomía para Andalucía? | 36,28     | 87,45    | 9,48     | 3,07         | 0,96     | Aprobación |

¹ Los síes, noes y blancos se calculan sobre el total de votos emitidos, no sobre el total de votos válidos.

## Consultas populares municipales
Entre 1987 y 2017 se solicitaron la realización de 163 consultas populares de carácter municipal, siendo 51 aprobadas por el Gobierno de la Nación. El resto fueron en su mayoría no autorizadas o bien archivadas.
Uno de los casos de excepcionales fue la de la consulta celebrada el 28 de febrero de 2009, después de que el Tribunal Supremo autorizase el referéndum municipal de Almuñécar sobre el Plan General de Ordenación Urbana (PGOU), estimando así un recurso del Ayuntamiento del municipio contra el acuerdo del Consejo de Ministros de septiembre de 2006 que le había denegado la autorización para celebrarlo. Los resultados fueron los siguientes:
| Fecha                 | Referéndum                                            | Pregunta | Part. (%) | Sí (%) ¹ | No (%) ¹ | Blanco (%) ¹ | Nulo (%) | Resultado  |
| --------------------- | ----------------------------------------------------- | --- | --------- | -------- | -------- | ------------ | -------- | ---------- |
| 28 de febrero de 2009 | Referéndum sobre el Plan General de Ordenación Urbana | ¿Respalda usted el acuerdo del Ayuntamiento pleno de fecha 17 de agosto de 2005, aprobando inicialmente el PGOU de Almuñécar? | 32,4      | 77,8     | 19,3     | 1,84         | 1,06     | Aprobación |

¹ Los síes, noes y blancos se calculan sobre el total de votos emitidos, no sobre el total de votos válidos

### Otros referendos municipales
Algunos de los referendos municipales celebrados fueron los siguientes:
- 1987: Iruerrieta (Guipúzcoa) consultó sobre la disolución del municipio y la constitución de los de Icazteguieta, Orendáin y Baliarrain. Se aprobó.
- 2005: Leiza (Navarra) consultó sobre la apertura de una cantera en el municipio.
- 2005: San Bartolomé (Lanzarote) decidió si se cambiaba o no el nombre del municipio a San Bartolomé de Ajey. Fue rechazado.
- 2005: Puerto del Rosario (Las Palmas) decidió si se ocupaban o no espacios públicos del frente marítimo de la ciudad.
- 2009: Usúrbil (Guipúzcoa) preguntó a sus vecinos sobre la implantación del sistema de recogida de basura puerta a puerta. Se aprobó.
- 2012: Cartes (Cantabria) decidió sobre la ubicación del mercado ambulante dominical.
- 2014: Sant Salvador de Guardiola (Barcelona) consultó si se cambiaba el nombre del municipio.
- 2022: Don Benito y Villanueva de la Serena consultaron sobre la fusión de ambos municipios pacenses.